# 山口県道310号迫田篠目停車場線
山口県道310号迫田篠目停車場線（やまぐちけんどう310ごう さこだしのめていしゃじょうせん）は、山口県山口市から萩市を経由して、山口市に至る一般県道である。

## 概要
山口市阿東嘉年下（かねしも）からJR西日本山口線 篠目駅に至る。

## 路線データ
- 起点：山口市阿東嘉年下（国道315号交点）
- 終点：山口市阿東篠目（JR西日本山口線 篠目駅前）

## 路線状況

### 重複区間
- 山口県道317号高佐下阿東線（山口市阿東生雲西分（いくもにしぶん））
- 山口県道11号萩篠生線（山口市阿東生雲中・生雲交差点 - 山口市阿東生雲中）
- 山口県道344号吉部下篠目線（山口市阿東生雲中）
- 山口県道293号萩長門峡線（萩市川上）
- 山口県道334号引谷篠目線（山口市阿東篠目・篠目駅入口交差点 - 山口市阿東篠目）

## 地理

### 通過する自治体
- 山口県
  - 山口市 - 萩市 - 山口市

### 交差する道路
| 交差する道路                                                             | 市町村名 | 交差する場所                   | 交差する場所     |
| ------------------------------------------------------------------------ | -------- | ------------------------------ | ---------------- |
| 国道315号                                                                | 山口市   | 阿東嘉年下（かねしも）         | 起点             |
| 山口県道317号高佐下阿東線 重複区間起点                                   | 山口市   | 阿東生雲西分（いくもにしぶん） |                  |
| 山口県道317号高佐下阿東線 重複区間終点                                   | 山口市   | 阿東生雲西分                   |                  |
| 山口県道11号萩篠生線 重複区間起点                                        | 山口市   | 阿東生雲中                     | 生雲交差点       |
| 山口県道11号萩篠生線 重複区間終点 山口県道344号吉部下篠目線 重複区間起点 | 山口市   | 阿東生雲中                     |                  |
| 山口県道344号吉部下篠目線 重複区間終点                                   | 山口市   | 阿東生雲中                     |                  |
| 山口県道293号萩長門峡線 重複区間起点                                     | 萩市     | 川上                           |                  |
| 山口県道293号萩長門峡線 重複区間終点                                     | 萩市     | 川上                           |                  |
| 国道9号 山口県道334号引谷篠目線 重複区間起点                             | 山口市   | 阿東篠目                       | 篠目駅入口交差点 |
| 山口県道334号引谷篠目線 重複区間終点                                     | 山口市   | 阿東篠目                       |                  |

### 沿線
- 山口市役所 阿東総合支所生雲支所
- 山口警察署 阿東幹部交番
- 山口健康福祉センター 阿東支所
- 中国自然歩道
- 龍宮淵
- 長門峡
- JR西日本山口線 篠目駅

### 峠
- 大通峠（萩市 - 山口市）